# کوی دانشگاه تهران

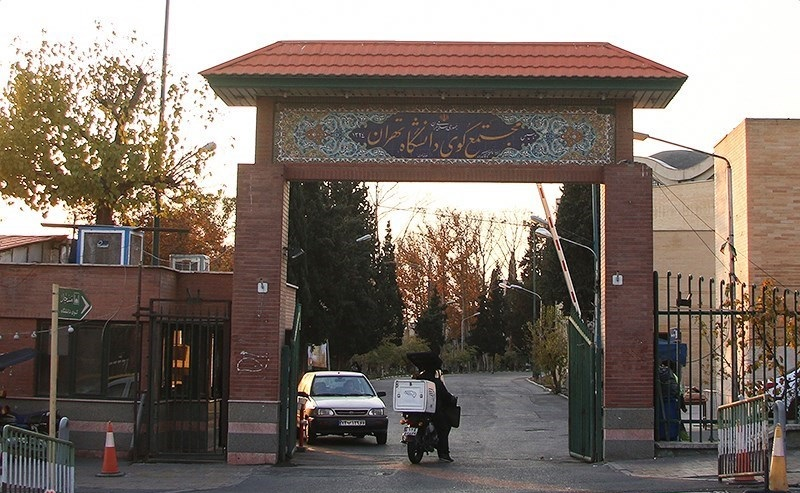
ورودی کوی دانشگاه

کوی دانشگاه تهران که در انتهای خیابان کارگر شمالی جای گرفته‌است، یکی از ۱۳ خوابگاه دانشجویی دانشگاه تهران و بزرگ‌ترین مجموعه خوابگاه دانشجویی در خاورمیانه‌است که در سال ۱۳۲۴ به دانشگاه تهران واگذار شد و پس از آن نیز گسترش یافته‌است.
کوی دانشگاه تهران از خوابگاه پسران و خوابگاه دختران (خوابگاه فاطمیه) تشکیل می‌شود. کوی دانشگاه، یک مجموعهٔ خوابگاهی بزرگ است که از تعدادی ساختمان یا بلوک ساختمانی تشکیل شده‌است. برخی از این ساختمان‌ها نوساز و جدیدند و برخی نیز از قدمت زیادی برخوردارند.
خوابگاه دختران دارای کتابخانه، مرکز درمانی بهداشتی و مشاوره، زمین ورزش روباز و فروشگاه است. در این خوابگاه حضور و غیاب صورت می‌گیرد و دانشجویان باید در ساعت مشخصی در شب در خوابگاه حضور داشته باشند. ظرفیت اتاق‌ها ۳ نفره است ولی معمولاً ۴ الی ۵ نفر در آن سکونت دارند. سرویس‌های بهداشتی و آشپزخانه‌ها اشتراکی استفاده می‌شود. هر ساختمان دارای سالن مطالعه نیز هست.
ساختمانهای خوابگاه پسران به ترتیب از جنوب به شمال عبارتند از: ساختمان ۲۳، ساختمان ۲۱–۲۰، ساختمان ۱۹–۱۸، ساختمان ۲۲، ساختمان ۱۷–۱۶، ساختمان رسولیان یزدی، ساختمان ۱۵–۱۴، ساختمان کتابخانه و قرائتخانه مرکزی، ساختمان ۴، ساختمان ۳، ساختمان ۵، ساختمان جمالزاده، ساختمان ۷، ساختمان مصلی‌نژاد و ساختمان امام علی و مهم‌تر از همه خوابگاه ۶ که خود دارای یک سلف مجزا است بعلاوه خوابگاه‌های عمید و رمضان نیز به تازگی ساخته شده‌است.
دو خیابان اصلی شمالی-جنوبی و شرقی-غربی خوابگاه پسران در میدان اصلی کوی به هم می‌رسند. در کنار خوابگاه‌های کوی دانشگاه تعداد زیادی ساختمان‌های رفاهی، صنفی و اداری نیز در محوطهٔ کوی وجود دارد. سینما کوی، زورخانهٔ کوی، سالن بدنسازی، کتابخانه و قرائتخانهٔ مرکزی، خانهٔ فرهنگ کوی، سالن غذاخوری، مسجد کوی، پذیرش، نگهبانی، فروشگاه مرکزی، نانوایی، تأسیسات، انبار و دفتر اموال، زمین چمن مصنوعی، سالن ورزش، بهار رایانه (طبقهٔ فوقانی سینما کوی) از معروفترین اماکن غیرخوابگاهی کوی هستند. خوابگاه پسران دارای سه درب برای تردد دانشجویان و کارمندان است. درب اصلی، درب پایین و درب گیشا که نگهبانی کل در کنار درب اصلی مستقر است.
از جمله ساختمان‌های این مجموعه،‌ درمانگاه و رستوران است.

## تاریخچه
ساخت این مجموعه به زمان ورود سربازان ارتش متفقین به تهران برمی‌گردد. در آن زمان سربازان آمریکایی در منطقه امیرآباد آن روزگار، اردوگاه تأسیس کردند. پس از خروج سربازان آمریکایی در بیست و سوم آذرماه ۱۳۲۴، دکتر علی‌اکبر سیاسی که رئیس وقت دانشگاه تهران بود از رئیس دولت خواست زمین‌های تخلیه شده این اردوگاه را برای ساخت یک خوابگاه دانشجویی بزرگ در اختیار دانشگاه تهران قرار دهند. در بهمن ۱۳۲۴، حدود ۳۰۰ دانشجو در این خوابگاه اسکان یافتند و تا سال ۱۳۵۵ تعداد این نفرات به بیش از ۲۵۰۰ نفر رسید و مجموعه بناهای آن محدوده به کوی دانشگاه شهرت یافت. پایه اصلی این مجموعه ساختمان، همان امکانی بود که مسئولیت خدمات‌رسانی به نیروهای آمریکایی را بر عهده داشتند؛ یعنی ساختمان‌های خوابگاه، بهداری و تأسیسات. بعدها به‌تدریج ساختمان‌های مناسب‌تری برای اسکان دانشجویان بنا شد و در نهایت برخی از نهادها، موظف شدند بخشی از درآمد خود را صرف ساخت بنا در کوی دانشگاه کنند. نخستین نمونه را هم سازمان شاهنشاهی خدمات اجتماعی در سال ۱۳۲۸ ساخت و تحویل دانشگاه داد. در این میان نام چند خیر سرشناس هم در فهرست بلندبالای سازندگان مجتمع‌های خوابگاهی کوی به گوش می‌خورد؛ چهره‌هایی چون همدانیان، لاجوردی، رسولیان یزدی و فاتح یزدی که ساختمان‌هایی برای اسکان دانشجویان شهرستانی ساختند. بعدها از مدل ساخت بلوک‌ها در این کوی، برای ساختن مجموعه‌های خوابگاهی دانشجویان در شهرهایی چون مشهد و شیراز استفاده شد.

## پیشینه یورش نظامی به کوی دانشگاه تهران
این خوابگاه در سال ۱۳۷۸ پس از برگزاری اعتراضات دانشجویی به توقیف روزنامه سلام توسط دادگاه ویژه روحانیت، شاهد یورش گسترده پلیس و نیروهای لباس شخصی بود؛ که به کشته شدن رسمی یک نفر و زخمی شدن ده‌ها دانشجو و تخریب بخش‌های عمده‌ای از امکانات دانشجویان انجامید. در پی این رویداد، تهران و برخی دیگر از شهرهای ایران تا ۴ روز شاهد بزرگ‌ترین اعتراضات دانشجویی - مردمی پس از انقلاب بود. صدها نفر در این اعتراضات دستگیر شدند. همچنین در سالگرد این رویداد نیز کوی دانشگاه تهران تا چندین سال، شاهد برگزاری اعتراضات دانشجویی بود.
امروزه نیز در روزهای منتهی به سالگرد حمله، این خوابگاه تحت عنوان تعطیلات تابستانی-و چه بسا با اهدافی از جمله پیشگیری از اعتراضات احتمالی- بسته می‌شود.
در تاریخ ۲۵ خرداد ۱۳۸۸ و در پی اعلام نتایج انتخابات ریاست جمهوری دهم، ناآرامی گسترده دیگری کوی دانشگاه تهران را فرا گرفت؛ که در پی آن خسارات بسیاری به اموال دانشجویان و کتابخانه کوی وارد آمد و طبق آمارهای منتشرنشده‌ای حداقل ۵ نفر از دانشجویان در این درگیری‌ها کشته شدند. این خبر چند روز بعد توسط مدیریت دانشگاه تکذیب شد.
سایت کامپیوتر کوی دانشگاه واقع در ساختمان کتابخانه طبقه دوم نیز با از دست دادن ۴۰ عدد سیستم از مجموع ۷۰ عدد سیستم که در اختیار داشت تبدیل به مرکز خدمات‌رسانی شده‌است که باید پاسخگوی نیاز دانشجویانی باشد که قبلاً با امکانات بیشتر مواجه بودند.